# Josef Mazura
Josef Mazura (né le 23 avril 1956 à Vyškov) est un footballeur international tchécoslovaque, reconverti entraîneur. Il participe aux Jeux olympiques d'été de 1980, remportant la médaille d'or avec la Tchécoslovaquie.

## Biographie

### En club
Josef Mazura joue en Tchécoslovaquie, en Belgique et en Autriche. Il dispute 243 matchs dans les championnats tchécoslovaques (D1 / D2), inscrivant neuf buts.
Il remporte au cours de sa carrière un titre de champion de Tchécoslovaquie, et une Coupe d'Autriche.
Au sein des compétitions européennes, il joue quatre matchs en Coupe d'Europe des clubs champions, douze en Coupe de l'UEFA (deux buts), et enfin deux en Coupe des coupes. Il est quart de finaliste de la Coupe de l'UEFA en 1980 avec le Zbrojovka Brno.

### En équipe nationale
Avec les espoirs, il dispute les quarts de finale du championnat d'Europe espoirs en 1978.
Josef Mazura reçoit une sélection en équipe de Tchécoslovaquie, le 18 août 1981, contre une sélection de l'UEFA (victoire 4-0 à Prague).
Il participe avec l'équipe olympique aux Jeux olympiques d'été de 1980 organisés à Moscou. Lors du tournoi olympique, il joue cinq matchs. La Tchécoslovaquie remporte la médaille d'or, en battant la RDA en finale.

### Carrière d'entraîneur
Il dirige les joueurs du FK Drnovice de 2002 à 2005, puis entraîne le 1. FC Brno de 2005 à 2007. 
Il prend ensuite les rênes du Spartak Trnava de 2007 à 2008, puis entraîne brièvement le Tescoma Zlín lors de l'année 2008.  
Il dirige ensuite les joueurs du 1. FC Slovácko de 2008 à 2010.

## Palmarès

### équipe de Tchécoslovaquie
- Jeux olympiques de 1980 :
  -  Médaille d'or.

### Zbrojovka Brno
- Championnat de Tchécoslovaquie :
  - Champion : 1978.
  - Vice-champion : 1980.

### SV Stockerau
- Coupe d'Autriche :
  - Vainqueur : 1991.
- Supercoupe d'Autriche :
  - Finaliste : 1991.